# Irakli Tsereteli
Irakli (Kaki) Gueórguievich Tsereteli (en georgiano: ირაკლი წერეთელი, en ruso: Ираклий Георгиевич Церетели, 20 de noviembre de 1881-20 de mayo de 1959) fue un político georgiano, uno de los dirigentes más destacados del Partido Obrero Socialdemócrata de Rusia y, más tarde, del Partido menchevique georgiano, tras la proclamación de la independencia de Georgia de Rusia. Fue uno de los miembros más destacados del Sóviet de Petrogrado, y uno de los más notables defensistas tras la Revolución de Febrero de 1917.
Hijo de una familia noble georgiana empobrecida, Tsereteli recibió la influencia política de su tío, menos cercano al nacionalismo georgiano que su padre. Tras la temprana muerte de su madre se mudó con unas tías maternas y más tarde a Tiflis para cursar enseñanza secundaria. En 1900 se trasladó a Moscú para estudiar derecho y pronto se vio mezclado en las protestas estudiantiles contra el Gobierno. Fue uno de los principales dirigentes de las protestas y fue detenido y condenado en dos ocasiones a prisión, la segunda, en 1902, a cinco años de cárcel en Siberia, de los que cumplió poco más de uno por un perdón gubernamental. Durante su condena se hizo marxista. Tras un corto periodo como principal articulista del diario socialdemócrata del Cáucaso, fue nuevamente detenido por las autoridades. Gracias a la intercesión de la familia se le permitió exiliarse y en el extranjero se hizo menchevique, a pesar de su oposición a la división del partido.
Enfermo y aún en el exilio al comenzar la Revolución de 1905, regresó y fue elegido diputado de la Segunda Duma. En sus intervenciones en el Parlamento, se labró fama de buen orador y hábil diputado en oposición al gobierno del primer ministro Piotr Stolypin, que acabó por disolver las Cortes y arrestar a los diputados socialistas. Tsereteli fue juzgado y condenado a cinco años de prisión; tras cumplir su pena fue exiliado en Siberia, donde forjó importantes lazos con otros socialistas con los que colaboró en el periodo revolucionario en 1917. Internacionalista y opuesto a la guerra mundial, aceptó, sin embargo, la noción de defensa legítima de las naciones en ciertas circunstancias que le permitieron tras la Revolución de Febrero abogar por el «defensismo revolucionario». 
Liberado tras la caída del zar, en marzo de 1917 pasó unas semanas en el Gobierno de Irkutsk antes de regresar a Petrogrado. En la capital llegó a ser pronto uno de los principales dirigentes del Sóviet de Petrogrado y, como ya había sucedido en la Revolución de Febrero, abogó por la cooperación de socialistas y liberales contra la autocracia. Convencido de la necesidad de alianza de los dos grupos para acabar con el antiguo régimen, del carácter burgués de la revolución y de la imposibilidad de la toma del poder por los socialistas que únicamente podía acabar en una guerra civil y la segura derrota socialista, logró el respaldo de la mayoría del sóviet a su postura de apoyo condicionado al nuevo Gobierno provisional y la colaboración con los liberales.
Opuesto al comienzo a la entrada de los socialistas en el Gobierno, la crisis de abril lo convenció de la necesidad de apuntalar el gabinete mediante la participación socialista en él, a pesar de su reticencia de principio. Ingresó en el Consejo de Ministros como ministro de Correos y Telégrafos y más tarde fungió brevemente como ministro de Interior, ya con Kérenski como primer ministro y siempre como defensor del mantenimiento de la coalición entre socialistas y liberales sin importar las sucesivas crisis políticas. Se mantuvo firme en su rechazo a la pretensión de que se formase un Gobierno exclusivamente socialista y demostró su clara oposición a ello durante las Jornadas de Julio. Tanto la radicalización de las masas como la pérdida de respaldo del Gobierno y del Sóviet de Petrogrado no le hicieron cambiar de opinión y continuó durante todo el verano abogando por el mantenimiento de la cooperación entre socialistas y burgueses, incluso tras el golpe de Kornílov, que debilitó notablemente esta postura entre los socialistas. Tuvo un papel crucial en la formación del último gabinete de coalición y en el vano intento de reforzarlo mediante la formación del Preparlamento, pero se retiró a Georgia poco antes de la Revolución de Octubre, a la que se opuso.
Regresó brevemente a Petrogrado y participó en la única sesión de la Asamblea Constituyente en enero de 1918; tras su disolución regresó a Georgia, pronto independiente y para la que realizó diversos encargos diplomáticos, aunque sin desempeñar un papel importante en la política nacional y opuesto al creciente nacionalismo de sus correligionarios. Permaneció en el extranjero tras la invasión soviética de la República Democrática de Georgia y se afincó en Francia hasta el final de la Segunda Guerra Mundial, cada vez más aislado políticamente. Tras la contienda emigró a Estados Unidos, donde falleció en 1959.

## Juventud

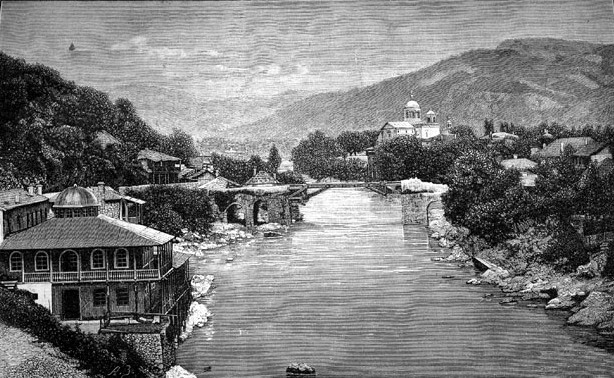
Vista de Kutaisi en el último cuarto del siglo, donde Tsereteli pasó gran parte de su infancia con unas tías maternas. Más tarde fue elegido diputado por el distrito homónimo.

Irakli Tsereteli nació en la aldea de Gorisa, en la provincia de Kutaisi (oeste de Georgia, entonces parte del Imperio ruso) en la familia de un escritor radical Giorgi Tsereteli, de la noble familia Tsereteli, de la aristocracia rural empobrecida. Su familia (tanto su padre Georgi como su tío materno Niko Nikoladze) había tenido un papel destacado en la literatura y política georgianas. Nació el 21 de noviembrejul./ 3 de diciembre de 1881greg., el mayor de tres hermanos (su hermana Elikó nació en 1877 y, casada con un ciudadano francés, vivió gran parte de su vida en Laon; su hermano Levan, nacido en 1879, murió de tuberculosis en 1918), en la hacienda familiar. Su padre provenía de una familia hidalga sin título que ya se mencionaba en las crónicas del siglo XIV. Su madre, Olimpia, era nieta de un siervo fugado que había prosperado en el comercio. Los dos se conocieron durante sus estudios en Suiza y pertenecían a la escasa intelectualidad georgiana del momento.
Su padre y su tío se contaban entre los llamados tergdaleulis, georgianos que habían marchado más allá del río Térek (a Rusia propiamente dicha) a formarse, ya que Georgia carecía de universidades. Giorgi pertenecía a los intelectuales del llamado «segundo grupo» (meori dasi), nacionalistas con un papel destacado en la política regional en las décadas de 1870 y 1880. A diferencia de Giorgi, Niko sostenía una posición política menos nacionalista y más cercana al populismo ruso.
Tras la muerte de su madre cuando Irakli contaba con tres años, los hermanos Tsereteli se trasladaron a Kutaisi para vivir con unas tías maternas solteras, Kató y Ánichka, mientras que su padre se mudó a Tiflis pero continuó visitando a menudo a los niños. La infancia de los hermanos Tsereteli fue feliz en la ciudad de provincias. Irakli, niño enfermizo y nervioso, recibió el cariño de su familia y entró en contacto en Kutaisi con la intelectualidad de la región, que acudía en ocasiones a casa de sus tías. Durante su estancia en Kutaisi, un incidente entre el tío de Irakli y un criado lo marcó profundamente: el azotamiento de este por su tío por una minucia y la reacción de naturalidad de ambos, tío y criado, repugnó a Irakli, que se convenció de la necesidad de acabar con el sistema patriarcal y, a sus ojos, injusto, que permitía aquellos sucesos.
Más adelante Irakli se trasladó también a Tiflis para cursar sus estudios secundarios y entró en contacto con su tío Niko, que no acudía a la casa de sus hermanas en Kutaisi por riñas familiares. Irakli residía con su padre, que había vuelto a casarse con una mujer armenia y rica y con la que los hijos del primer matrimonio no congeniaron. Irakli tuvo mayor influencia de su tío Niko que de su padre en sus ideas políticas. Irakli, a diferencia de otros socialistas georgianos, no desarrolló un nacionalismo georgiano antirruso. Durante su periodo en el gimnasio capitalino, abandonó sus anteriores creencias cristianas, aunque mantuvo una tolerancia religiosa que más adelante le permitió contemplar la pertenencia de los creyentes al partido socialista. Por la misma época, abandonó también su anterior ambición de dedicarse a la literatura, inclinación que habían fomentado su padre y su profesor de literatura. Hasta entonces había dedicado notables esfuerzos a la poesía. Las lecturas de Nikolái Chernishevski y Nikolái Dobroliúbov despertaron en él, como en otras figuras de su generación, la pasión por la actividad revolucionaria.

## Personalidad
Tsereteli tenía un carácter reservado, con dificultades, que él mismo admitía, para expresar sus emociones a personas que le eran cercanas, y mantenía unos estrictos criterios morales que aplicaba tanto a sí mismo como a los demás. Era también típica en él una gran entrega personal así como un acentuado sentido práctico, capacidad de liderazgo y dedicación a su ideal político. Un intenso sentido del humor y relativización de sus propias acciones eran también característicos. Tenía hacia la vida una actitud espartana que contaba con cierta tradición en su familia paterna.

## Estudios universitarios y primeras actividades revolucionarias
Trasladándose a Rusia propiamente dicha en septiembre de 1900, el año que falleció su padre, estudió Derecho en la Universidad de Moscú, donde se involucró en las protestas estudiantiles los dos años siguientes. Por entonces, a pesar de la extensión del marxismo en el Imperio a finales de siglo, esta ideología no impresionó aún a Tsereteli. Se desconoce su papel exacto en las primeras protestas de la primavera de 1901. Por entonces, fue arrestado y enviado a prisión brevemente; regresó después a Georgia pero en el otoño se hallaba nuevamente en Moscú para realizar sus exámenes. Tras un periodo de calma en el verano de 1901, en el invierno siguiente las protestas se reavivaron a causa de un provocativo artículo en un periódico conservador que ofendió al alumnado. Tsereteli se transformó en el caudillo de los alumnos de Moscú en sus protestas del invierno de 1901-1902. Fue el portavoz de los alumnos ante el ministro de Educación, que rechazó sus exigencias. En noviembre se mostró favorable, al contrario que otros alumnos y profesores, a extender la protesta más allá de la universidad e incluir exigencias políticas entre sus reclamaciones.

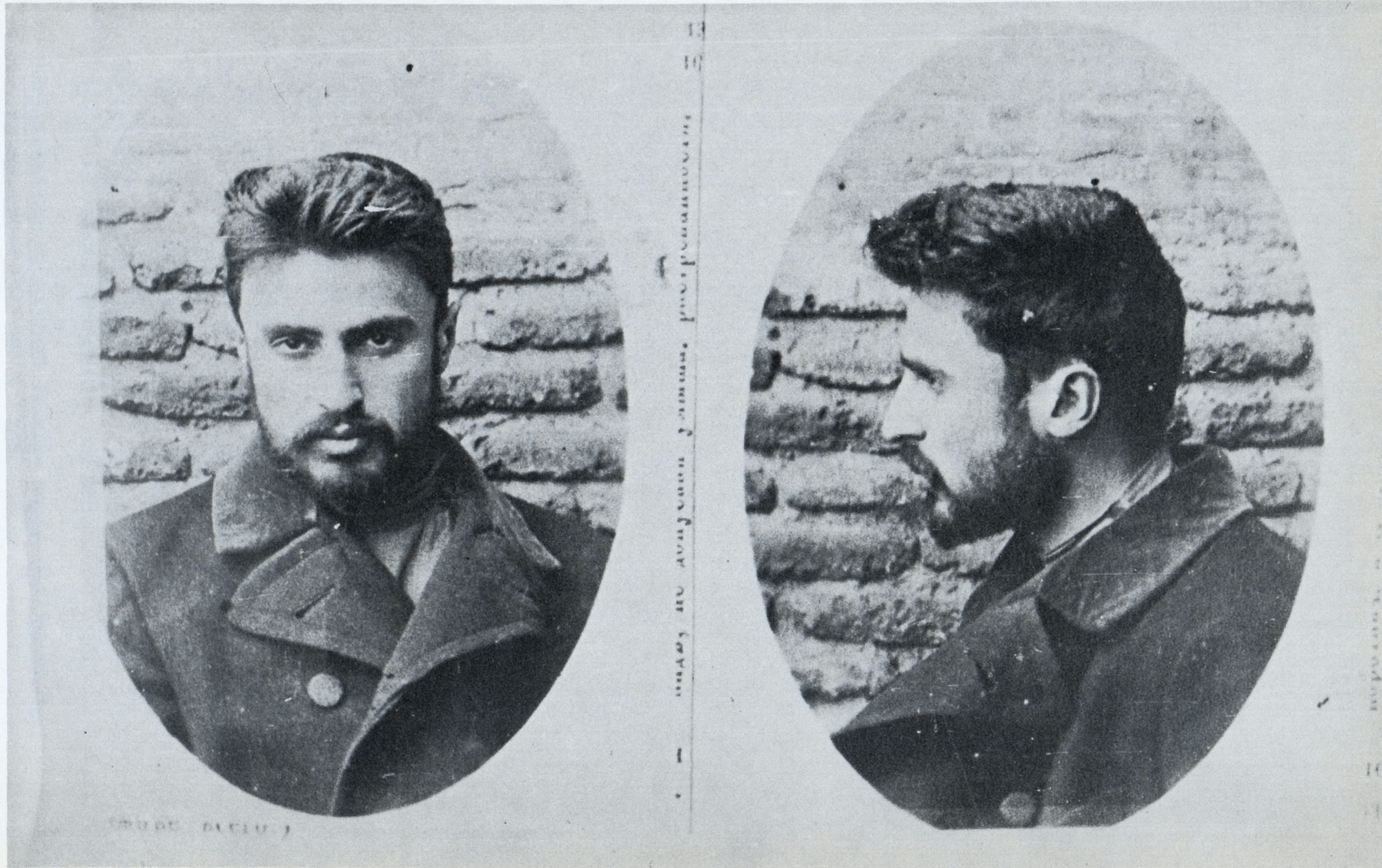
Tsereteli detenido en la cárcel de Meteji, en Tiflis, en 1904.

Los partidarios de incluir exigencias políticas en las reivindicaciones de los universitarios se reunieron el 22 de febrero presididos por Tsereteli; la resolución aprobada tenía claros tintes socialdemócratas y tras la reunión todos fueron arrestados por la policía. Los participantes en la manifestación estudiantil de febrero fueron juzgados a mediados de abril y Tsereteli estuvo entre los que recibieron una pena más dura: se le condenó a cinco años de exilio interior en Yakutsk, Siberia oriental. Poco después, sin embargo, las autoridades ofrecieron un perdón que los estudiantes rechazaron. Durante su breve exilio en Siberia, se volvió socialdemócrata, aunque su decisión no se debió, como en el caso de otros contemporáneos suyos, al estudio de la teoría marxista sino a sus actividades revolucionarias junto a los trabajadores que se habían unido a los alumnos en sus exigencias al Gobierno.
Los primeros meses de exilio los pasó en Tulún, pero después —en el verano de 1902— se le permitió trasladarse a Irkutsk. Dedicó estos meses a la lectura de obras marxistas para las que anteriormente no había tenido tiempo. Poco después de su llegada a Siberia, recibió la obra de Lenin ¿Qué hacer?, en la que este explicaba su visión de la tarea del futuro partido socialdemócrata, que Tsereteli no compartió. Otra diferencia notable con Lenin era su actitud hacia los populistas rusos: aunque ninguno de los dos compartía ya las ideas de estos, Tsereteli continuó apreciando sus posiciones, a diferencia de Lenin. Finalmente el Gobierno decidió reducir las penas de todos los alumnos exiliados y Tsereteli fue liberado, aunque fue uno de los últimos en serlo, en el verano de 1903. Los alumnos accedieron esta vez a su liberación para poder continuar sus actividades revolucionarias.
A su salida de la cárcel, regresó, ya socialdemócrata, a Georgia. A diferencia de otros correligionarios georgianos, no experimentó el paso del internacionalismo al nacionalismo georgiano. Tras la división del partido en mencheviques y bolcheviques, el partido en Georgia, que ya era un movimiento de masas, se unió casi en bloque a los primeros. Regresó a Tiflis e ingresó casi de inmediato en el comité de la unión de socialdemócratas caucasianos, que coordinaba las actividades del Partido Obrero Socialdemócrata (POSDR) en la región. Opuesto al centralismo defendido por el resto del comité, se le obligó a renunciar a su puesto y pasó a la redacción del diario Kvali, en el que devino su principal articulista. En su actividad en el periódico hasta su nuevo arresto en enero de 1904, se concentró en tratar de frenar la división del partido en fracciones. Fue enviado durante dos meses a la prisión de Meteji, en Tiflis y en marzo de 1904 el periódico fue prohibido por las autoridades. Gracias a la intervención de su tío se le liberó y permitió que saliese del país; marchó a Berlín a completar sus estudios de abogacía y permaneció dieciocho meses en el extranjero.
En 1905 participó discretamente en la conferencia convocada por los mencheviques en respuesta al III Congreso del POSDR organizado por los bolcheviques y que aquellos no habían reconocido. A Tsereteli le incomodaban profundamente las virulentas disputas entre las fracciones del partido. Claramente menchevique a pesar de todo, consideraba el bolchevismo una aberración de los intelectuales que fracasaría por lo que consideraba intolerancia.

## La revolución de 1905

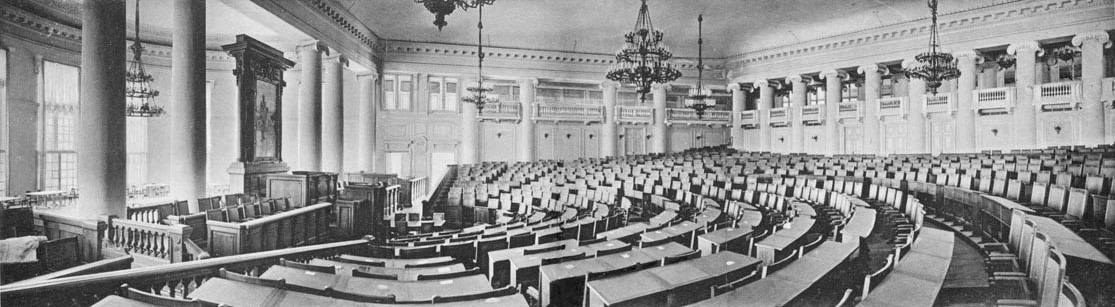
Interior del Palacio Táuride, sede de la Duma. Tsereteli fue elegido diputado tras su regreso a Rusia y participó en las actividades de la Segunda Duma en la primera mitad de 1907, labrándose fama de buen orador y parlamentario.

Cuando estalló la Revolución rusa de 1905 Tsereteli todavía seguía en el extranjero y estaba además gravemente enfermo de hemofilia. Sin dinero y sin amigos en el exilio, ingresó en el hospital y solamente logró regresar a Georgia gracias a la intervención de su hermana, que se trasladó desde Francia para organizar su traslado. Volvió en mayo de 1906, muy debilitado por la enfermedad e incapaz durante el verano de participar en la vida política. Tras la primera Duma en la que los socialdemócratas estuvieron representados por unos pocos diputados georgianos por el boicoteo general del resto del partido a la nueva institución, se lo convenció para que se presentase como candidato a la segunda por su provincia natal de Kutaisi; resultó elegido. Las elecciones resultaron en la obtención de siete diputados, todos mencheviques. En febrero de 1907, los diputados se trasladaron a San Petersburgo.

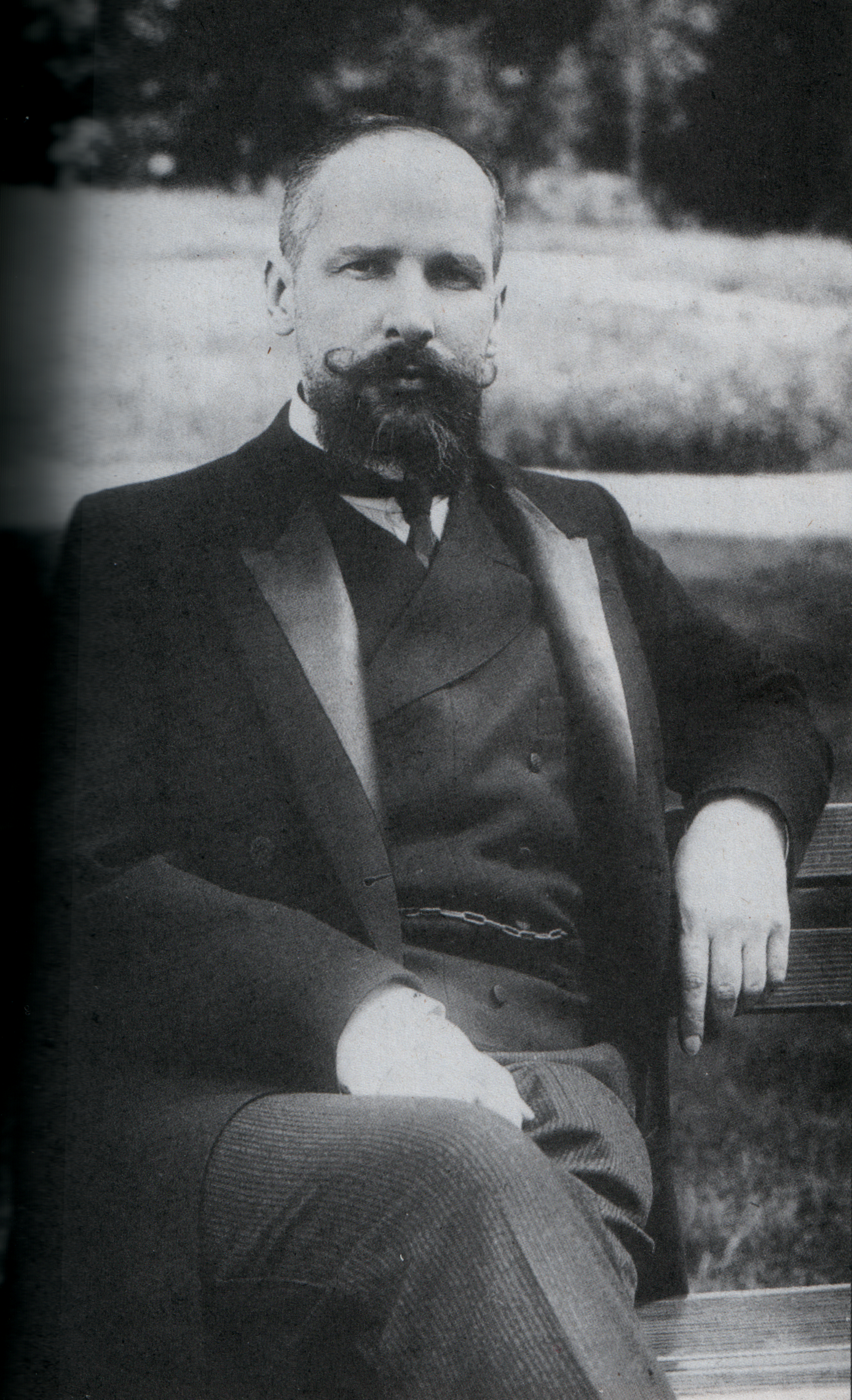
Piotr Stolypin, primer ministro, fue adversario de Tsereteli en las Cortes, ordenó la disolución de la Segunda Duma y el arresto de los diputados socialistas, entre ellos del propio Tsereteli, que fue condenado a cinco años de prisión.

Llegó a ser uno de los principales dirigentes mencheviques y encabezó la delegación parlamentaria georgiana, compuesta por siete miembros, todos ellos mencheviques. Tsereteli fue portavoz de los socialistas en la Duma entre febrero y junio de 1907, por elección del comité central del Partido Obrero Socialdemócrata de Rusia, dominado por entonces por los mencheviques. Durante este periodo, defendió con brillantez la alianza de todos los grupos opositores a la autocracia, incluyendo a la derecha. Se labró además fama de gran orador. Realizó tres discursos principales durante los dos meses en los que participó intensamente en las tareas de la Duma. Su valor personal, capacidad como orador y diputado y rectitud moral le confirieron fama nacional, que sobrevivió a su periodo de encarcelamiento y le permitieron obtener rápidamente un puesto destacado en 1917.
Participó en el congreso del partido en Londres en mayo de 1907, en el que conoció a su admirado Pável Axelrod y defendió la cooperación de la socialdemocracia y la burguesía contra la autocracia, por lo que fue criticado por Lenin y Trotski. Tsereteli pretendía el aislamiento de los elementos reaccionarios y evitar una posible guerra civil; su aversión a la violencia, a pesar de su dedicación revolucionaria, era intensa. Su rechazo a la guerra civil y su convencimiento de que los socialistas serían derrotados en ella si tenía lugar le llevaron tanto en 1907 como en 1917 a exagerar el poder de las fuerzas reaccionarias. No logró, sin embargo, la reunión de mencheviques y bolcheviques ni el acercamiento a sus posiciones de los militantes del Partido Democrático Constitucional o kadetes.
Tras la disolución de la Duma en junio de 1907, Tsereteli fue arrestado junto con sus compañeros diputados socialistas y condenado en noviembre a cinco años de trabajos forzados —conmutados por prisión por su mala salud—, la mayor parte pasados en aislamiento para ser más tarde desterrado en el otoño de 1913 a las cercanías de Irkutsk; allí se hizo el líder de un círculo de internacionalistas moderados (en su mayoría mencheviques, pero también socialrevolucionarios y antiguos bolcheviques) llamados los «zimmerwaldianos de Siberia». Los contactos establecidos entre las dos fracciones socialistas facilitaron el posterior entendimiento de ambas tras la Revolución de Febrero.

## Características políticas
Calmado y capaz de tratar con políticos de ideologías distintas a la suya, a diferencia de muchos otros dirigentes revolucionarios rusos contemporáneos suyos, Tsereteli era paciente y no perdía de vista sus objetivos políticos. Brillante orador, captaba la atención de sus oyentes y podía exponer con claridad asuntos complejos, reforzar sus opiniones y menoscabar las de su adversario. Moderado, lúcido y concreto, tenía un gran poder de convicción. A diferencia de otros destacados socialistas contemporáneos, Tsereteli tenía una mayor inclinación hacia la política práctica que hacia la teoría. Considerado íntegro y capaz de inspirar gran confianza entre sus partidarios, inspiraba respeto incluso en sus adversarios políticos. Estas características, que le otorgaban una gran capacidad de liderazgo, le convirtieron en el principal dirigente del consejo de la capital incluso en el otoño de 1917, cuando las posiciones que defendía se hallaban en crisis.
Tanto en la revolución de 1905 como en las de 1917, se mostró convencido de la necesidad de mantener la cooperación entre liberales y socialistas para lograr el fin de la autocracia en Rusia, a pesar de la oposición de la clase proletaria y la burguesa, actitud característica de los mencheviques. Estaba convencido de la necesidad de mantener esta alianza para poder extender la democracia por el país. Para él, todas los sectores sociales rusos, a excepción de la burocracia zarista, eran progresistas en el sentido de que buscaban la implantación de un sistema político democrático. El papel especial de los socialistas consistía en aunar y coordinar estas fuerzas para lograr el cambio político en el país. Estas ideas de cooperación entre clases, que otros mencheviques no compartían, fueron una constante en el pensamiento político de Tsereteli desde los primeros años de su activismo político. En el periodo interrevolucionario de 1917, se plasmaron en su convencimiento de la posibilidad y conveniencia de cooperar con los elementos más progresistas de la burguesía para asegurar la instauración de la democracia en Rusia. La fácil cooperación con los socialrevolucionarios lo convenció asimismo de la posibilidad de contar con el respaldo del campesinado —al que este partido representaba por excelencia— para la tarea; para Tsereteli, más optimista que muchos de sus correligionarios, la revolución podría superar las divisiones entre la ciudad y el campo y entre la burguesía y el proletariado, dirigida por los socialdemócratas e implantar la democracia.

## Prisión, exilio siberiano y la actitud ante la Primera Guerra Mundial

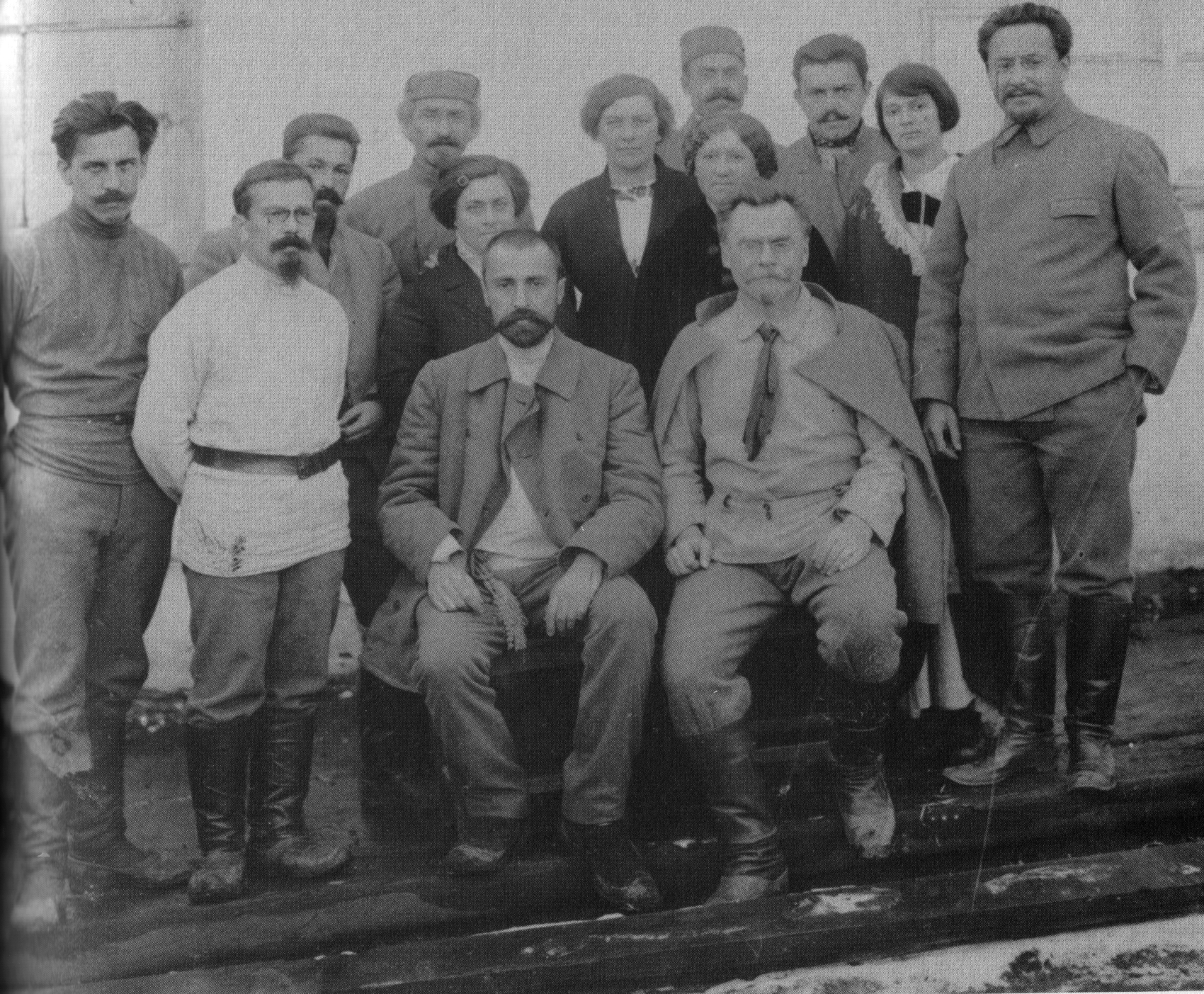
Socialistas en Irkutsk, en el exilio interior. Entre ellos, de izda. a dcha: Fiódor Dan, Irakli Tsereteli, Vladímir Voitinski y Abraham Gots. Muchos de ellos se volvieron «defensistas revolucionarios» y dirigieron el Sóviet de Petrogrado hasta el otoño. 1914-15

Tras un año de prisión en la capital, Tsereteli fue trasladado al sur en el invierno de 1908-1909. Pasó los cuatro años siguientes en la prisión de Nikoláiev y más tarde se lo transfirió a Irkutsk. Durante su periodo carcelario, desarrolló los postulados de lo que luego se convirtió en el «defensismo revolucionario». Durante la guerra, en su exilio siberiano, mantuvo, sin embargo, una postura opuesta a la guerra similar a los internacionalistas de la conferencia de Zimmerwald, criticando a los «defensistas» socialistas rusos. A diferencia de los internacionalistas puros, añadió a la crítica de la guerra la legitimidad de la lucha en defensa del país en ciertas circunstancias, lo que auguraba su adopción posterior del defensismo. Si antes de la Revolución de Febrero Tsereteli era un internacionalista que admitía como válida la defensa nacional en ciertas circunstancias —que no incluían el tener un gobierno autocrático en Rusia—, tras la revolución se volvió un defensista que trató de lograr una paz internacionalista.
Tsereteli abogó por la formación de una nueva Internacional Socialista. En las discusiones entre socialistas rusos sobre la conveniencia de participar en los comités de industrias bélicas formados el Gobierno ruso y la oposición liberal, favoreció la participación en ellos como método para que los trabajadores defendiesen sus derechos y adquiriesen experiencia y se organizasen. Esta posición, que creía que los comités dañarían al Gobierno zarista pero no al movimiento obrero, era compartida por los mencheviques internacionalistas que se hallaban en Rusia, pero no por los exiliados como Yuli Mártov.
Tsereteli, a diferencia de su correligionario Mártov, seguía sosteniendo que la burguesía podía desempeñar un papel positivo en la lucha revolucionaria: en su búsqueda de aliados para derrocar la autocracia, estaba dispuesto a cooperar con los liberales, al contrario que Mártov, que los creía imperialistas y culpables del estallido de la guerra mundial. Temía además la alianza de reaccionarios y liberales.

## Las revoluciones de 1917

### Primeras acciones de vuelta en Petrogrado

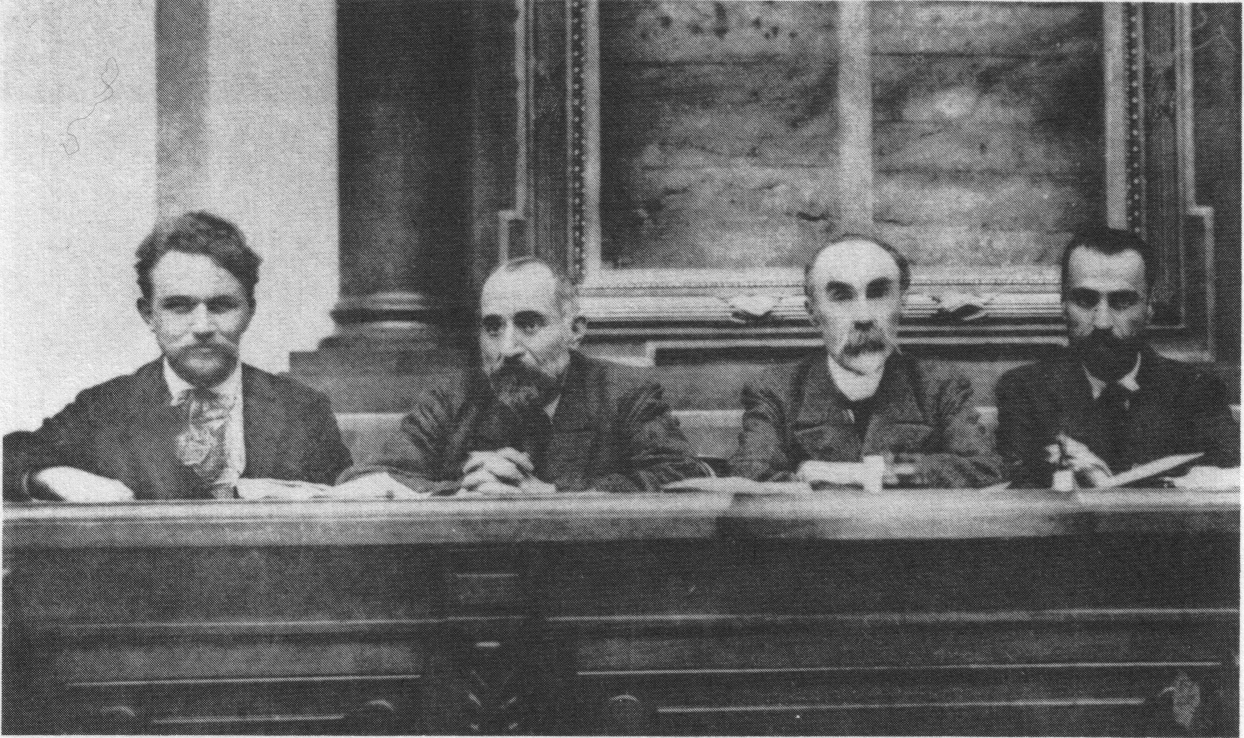
Presidencia del Primer Congreso de los Sóviets, de izquierda a derecha: Matvéi Skóbelev, Nikolái Chjeidze, Gueorgui Plejánov y Tsereteli.

El acuerdo entre el Comité provisional de la Duma Estatal y el Sóviet de Petrogrado para formar el nuevo Gobierno Provisional Ruso convenció a Tsereteli del carácter burgués de la Revolución de Febrero. Para él el Sóviet no era un rival del Gobierno que le disputaba el poder, sino un ente creado con el fin de lograr la unidad en el país y fomentar la formación política del proletariado.
Tsereteli pudo regresar a Petrogrado tras la Revolución de Febrero de 1917 que acabó con el gobierno zarista (19 de marzojul./ 1 de abril de 1917greg.). Antes de volver a la capital, fue nombrado brevemente para gobernar Irkutsk a la cabeza de un nuevo órgano que agrupó a todos los partidos políticos locales, liberales y socialistas, y que aprobó ciertas medidas reformistas. La fácil cooperación con los liberales en Irkutsk reafirmó la postura de Tsereteli a favor de la necesidad de una coalición liberal-socialista para el gobierno del país. Ya entonces estaba convencido de la necesidad de continuar la guerra y sostener el frente hasta que el nuevo Gobierno revolucionario pudiese poner fin al conflicto. Tras dos semanas en Irkutsk y aunque se encontraba enfermo (comenzó a vomitar sangre), decidió trasladarse a Petrogrado. Junto con antiguos colegas de la Segunda Duma, regresó lentamente a la capital en tren, que hubo de detenerse a menudo para que los políticos se dirigiesen a las masas que se congregaban en las poblaciones de la línea, aunque Tsereteli, convaleciente, no tomó parte en los discursos.
Llegó finalmente a la capital el 1 de abril y fue recibido por el presidente del Sóviet de Petrogrado, Nikolái Chjeidze; esa misma noche se presentó ante el Sóviet reunido en el Palacio Táuride donde diez años antes había participado en la Duma como diputado. Dos días más tarde, participó en una sesión crucial en la que las ideas de Tsereteli, el «defensismo revolucionario» lograron formar una nueva mayoría compuesta por los defensistas y algunos internacionalistas decididos a defender el país una vez eliminada la autocracia zarista, mayoría que logró mantener el control del Comité ejecutivo y el propio Sóviet hasta el otoño.
Su influencia hizo que el Comité ejecutivo del Sóviet se aviniese a colaborar con el Gobierno, pero esto hizo que inmediatamente comenzase a perder el anterior respaldo de las masas de la capital. Devino pronto en uno de los principales dirigentes del organismo, y se apoyó en los partidos más moderados y conservadores del mismo; aunque al comienzo solamente contaba con voto consultivo en el Comité ejecutivo y esto gracias a su antigua pertenencia a la Duma, ya mostró su autoridad en la conferencia de los sóviets celebrada en la capital del 11 al 3 de abriljul./ 16 de abrilgreg.. En el Primer Congreso de los Sóviets celebrado en junio, se lo eligió finalmente miembro de pleno derecho del Comité ejecutivo central. El Comité lo eligió, con notable respaldo, portavoz para la conferencia sobre asuntos bélicos. Esta quedó dominada por Tsereteli que, descontento con los continuos debates que, según su parecer, debilitaban la resolución del Sóviet, decidió crear una oficina de preparación de las decisiones del Comité, formada por la mayoría del mismo aunque finalmente tuvo composición proporcional. En la práctica, sin embargo, las decisiones del Comité ejecutivo central terminaron tomándose en reuniones informales de un reducido número de mencheviques y socialrevolucionarios que se juntaba cada mañana en casa del menchevique Matvéi Skóbelev —del que Tsereteli era huésped— conocido como el «grupo de la presidencia» o, despectivamente por sus críticos, la «cámara estrellada». Este grupo (que incluía entre otros al propio Skóbelev, Chjeidze, Dan, Gotz o Voitinski) acabó controlando además Izvestia. Tsereteli otorgó al Sóviet de Petrogrado y a su Comité ejecutivo una eficacia en su funcionamiento y una disciplina interna ausentes hasta su regreso a la capital, convirtiéndose en su firme dirigente. La asunción del dominio del Sóviet por Tsereteli y sus partidarios condujo semanas más tarde a la formación del primer Gobierno de coalición social-liberal, consecuencia lógica de su actitud de cooperación con la burguesía progresista, aceptada por la mayoría de los delegados de la primera conferencia soviética.
Logró no solamente el respaldo de la mayoría de los mencheviques a sus posiciones, sino también la de algunos bolcheviques y de destacados dirigentes del Partido Social-Revolucionario, importante por el gran respaldo con el que contaba entre los soldados de la capital. Su dominio del Sóviet a través de su influencia tanto sobre su propio partido, de escasa cohesión, como entre la dirección socialrevolucionaria dependía, no obstante, de la coincidencia de las actitudes de las distintas corrientes mencheviques y del superficial poder de los socialrevolucionarios sobre los soldados de la guarnición capitalina. En torno a sí mismo, forjó una nueva mayoría defensista revolucionaria en el Comité ejecutivo del Sóviet, dispuesta a colaborar con la burguesía, que Tsereteli creía encabezada entonces por sus elementos más progresistas. En opinión de Tsereteli, el Sóviet de Petrogrado debía cooperar con la burguesía con el fin de aplicar reformas a largo plazo y asegurar la cooperación de todas las «fuerzas vitales» —proletariado, campesinado y burguesía progresista— de la nación para realizarlas, si bien estas quedaban limitadas por el carácter burgués de la revolución.
El 21 de marzojul./ 3 de abrilgreg., logró convencer al Sóviet de abandonar su anterior hostilidad al Gobierno provisional defendida por el internacionalista Sujánov para no poner en riesgo al Gobierno, burgués, y de aceptar la unidad de las «fuerzas progresistas», que creía necesaria para solucionar los problemas del país. En el mismo debate, Tsereteli expuso las bases del defensismo que el Sóviet terminó por adoptar al día siguiente: el equilibrio entre la búsqueda de la paz y la defensa del país. Según él, la Revolución de Febrero había cambiado la naturaleza de la defensa militar del país, que ya no se podía tachar de «socialpatriota», sino revolucionaria y debía mantenerse hasta la firma de la paz, objetivo de la nueva política exterior rusa. El 22 de marzojul./ 4 de abrilgreg., el Sóviet aprobó la negociación con el Gobierno para clarificar los objetivos bélicos de la nueva Rusia surgida de la caída de la monarquía. Un día más tarde, una declaración sobre los mismos del ministro de Exteriores Miliukov con motivo de la entrada en guerra de los Estados Unidos desencadenó la «crisis de abril».

### La crisis de abril y la coalición social-liberal
Antes de la agudización de la crisis, había formado parte de la delegación del Sóviet de Petrogrado que había viajado a Minsk para participar en el primer congreso de delegados del frente a mediados de abril. Allí defendió la política exterior del Gobierno, opuesta a las negociaciones con Alemania tanto por ser patria del militarismo —según Tsereteli— como por amenazar las alianzas militares rusas cuya ruptura podría dejarla aislada y forzarla a una paz separada que consideraba desastrosa. Regresó a Petrogrado el 11 de abriljul./ 24 de abrilgreg., tres días después de la llegada del popular dirigente socialrevolucionario Víctor Chernov, que avivó la crisis con el Gobierno por la actitud de este acerca de la guerra.
Fue elegido como delegado del Sóviet para tratar con el Gobierno la resolución de la crisis y la aclaración de los objetivos del país en la contienda. Fue el principal portavoz del Sóviet en las negociaciones con el Gobierno, al que trató de convencer de que el uso de los antiguos objetivos zaristas, defendidos por Miliukov, no servirían para lograr el objetivo, común a ambas partes, de reforzar el frente mediante la motivación de los soldados. Recibió el apoyo de algunos ministros, pero no de Miliukov, que sostuvo que las propuestas socialistas pondrían en peligro la alianza militar con los Aliados, cosa que Tsereteli descartó. Durante las conversaciones que tuvieron lugar ya con protestas en las calles, solicitó la publicación de una nueva nota del Gobierno que negase las afirmaciones de Miliukov y también el cese de este. Se opuso, sin embargo, a convocar a las masas a protestar contra el Gobierno y favoreció la resolución negociada de la crisis, con el respaldo mayoritario del sóviet. El 19 de abriljul./ 2 de mayogreg., dio la orden de que las tropas de la capital, mandadas por el general Lavr Kornílov, permaneciesen en los cuarteles y no sofocasen las protestas, rescindiendo en la práctica la orden del general. Se mostró convencido de poder cooperar con los elementos más progresistas de la burguesía, que creía habían pasado a controlarla. Redactó junto con el ministro Nekrásov la nota aclaratoria sobre la actitud rusa hacia la guerra mundial que puso fin a la primera parte de la crisis y logró su aprobación por el comité ejecutivo y por el pleno del sóviet.
Los últimos días de la crisis, acabó abogando por la entrada de ministros socialistas en el gabinete para sostener este, a punto de dimitir en pleno por la renuncia del ministro de Defensa Aleksandr Guchkov, tras haberse opuesto a ello poco antes. La medida desbarataba la anterior decisión de los socialistas de no participar en el Gobierno. Tsereteli y los demás dirigentes del Sóviet terminaron por aceptar la entrada en el gabinete no para tomar el poder y aplicar su programa, sino para evitar tener que hacerlo por el hundimiento del gabinete burgués. Su cambio de actitud fue decisiva para convencer al Sóviet, que aprobó la entrada en el Consejo de Ministros, con la condición de que los ministros socialistas respondiesen ante el Sóviet. En palabras del propio Tsetereli:

En estas circunstancias estaba claro que no había lugar ya para medidas paliativas para resolver la crisis. Un nuevo rechazo de la coalición por parte del comité ejecutivo solamente podía llevar a la dimisión en pleno del Gobierno y a la agudización de la crisis.

Recibió el beneplácito, aunque muy ajustado, de la conferencia de la organización del Partido menchevique en la capital el 4 de mayojul./ 17 de mayogreg.. La dimisión de Guchkov, la retirada de Miliukov, la amenaza de dimisión de Kérenski y la opinión pública favorable a la entrada en el Gobierno de los socialistas se unieron al temor del desencadenamiento de una guerra civil y forzaron el cambio de opinión de Tsereteli sobre la conveniencia de formar una coalición de gobierno con los ministros liberales. Se convenció de que si la inestabilidad continuaba socialistas y liberales se separarían y su enfrentamiento llevaría a la aniquilación de la revolución y la vuelta a la autocracia. Por parte de los mencheviques, se unieron al Consejo de Ministros el propio Tsereteli y Matvéi Skóbelev (ministro de Trabajo), sin que esto supusiese un abandono de la vigilancia por parte del partido y del Sóviet de las medidas del Gobierno, que se consideraba aún burgués. Tsereteli sostuvo la necesidad de respaldar al Gobierno Provisional Ruso, a la vez que desde el Sóviet de Petrogrado se controlaban sus políticas.
En la conferencia nacional del partido que comenzó el 7 de mayojul./ 20 de mayogreg., la decisión de ingresar en el Gobierno recibió un respaldo mayor que el que había obtenido días antes en la de la capital. La conferencia aprobó también, aunque con más discusión, la política exterior del nuevo Gobierno de mantener la defensa del país hasta la consecución de la paz. La oposición apenas consiguió reunir 11 votos contrarios a la coalición (frente a los 44 favorables y 13 abstenciones) y 5 opuestos a la política defensista (frente a los 47 favorables y 11 abstenciones). Tsetereli y sus partidarios limitaron además las actividades de la pequeña fracción opositora, mediante el control de sus artículos en Rabóchaia gazeta y acabando con las críticas en Izvestia a la política del Sóviet.

### Defensista y favorable a la coalición

#### A favor de la colaboración con la burguesía
Dirigió la fracción menchevique del Sóviet de Petrogrado desde mediados de abril. La mayoría de las diversas corrientes del partido aceptó su liderazgo hasta el aumento de las tensiones internas en el verano. Pronto surgió como la principal figura del socialismo moderado y, dentro de este, el más destacado partidario de la colaboración con los liberales y de la oposición a los bolcheviques. La fracción central de los mencheviques fue la principal en sostener esta colaboración entre socialistas y liberales para acabar con los restos de la autocracia. Se opuso a la toma del poder por el proletariado, que creía posible pero inoportuna pues, en su opinión, esta únicamente llevaría a la guerra civil y a la implantación de una dictadura contrarrevolucionaria. Desde su punto de vista, el proletariado debía apoyar a la burguesía en su tarea de eliminar los vestigios de la autocracia feudal, sin entrar por ello en el Gobierno, que debía ser exclusivamente burgués como la revolución que estaba teniendo lugar. Un enfrentamiento prematuro del proletariado con la burguesía, como creía había sucedido en las revoluciones de 1789, 1848 y 1905, llevaría a una alianza entre liberales y reaccionarios contra aquel. Sin perder de vista la oposición entre proletariado y burguesía, creía necesaria la alianza temporal de ambos.
Con esta actitud, dejó el programa de democratización del país al Gobierno y se concentró en que el Sóviet se convirtiese en una organización de control de la acción del gabinete y de las masas, para evitar que una acción precipitada de estas desatase la temida reacción.

#### Su actitud hacia la guerra

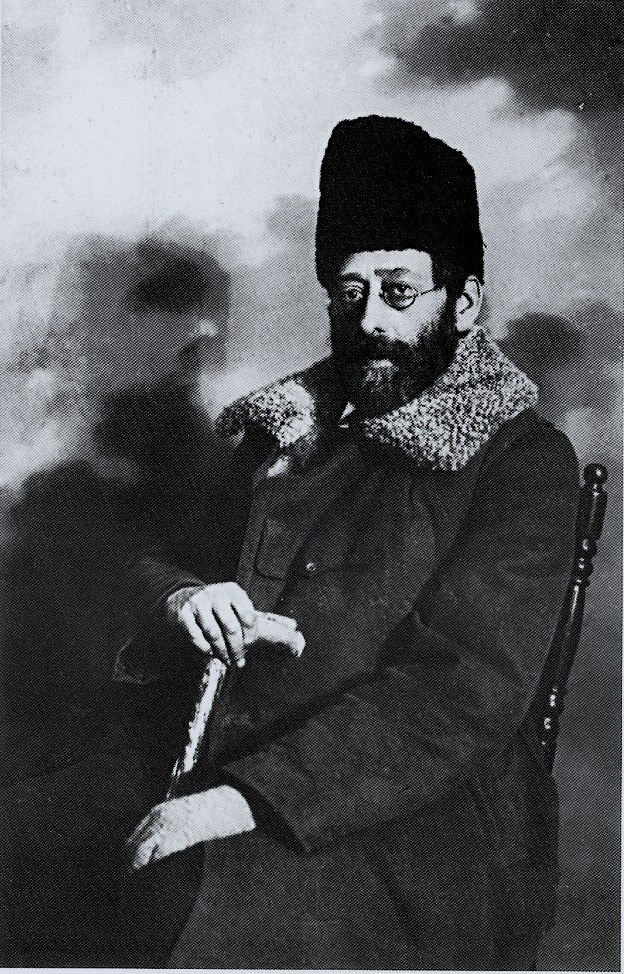
Yuli Mártov, el principal dirigente de la corriente internacionalista opuesta a los defensistas encabezados por Tsereteli durante el periodo interrevolucionario, no logró hacerse con el control del partido hasta finales del otoño de 1917.

Propuso, para sorpresa de sus compañeros mencheviques internacionalistas, un programa de «defensismo revolucionario», que prescribía la búsqueda decidida de un acuerdo internacional para poner fin a la Primera Guerra Mundial e implantar la democracia y una defensa igualmente enérgica contra Alemania mientras continuase la guerra. La defensa del país debía permitir a la vez evitar el aplastamiento de la revolución y acercar al proletariado y a la burguesía en este objetivo común.
La oposición del ministro de Exteriores, el kadete Pável Miliukov, a la búsqueda de una paz general sin anexiones ni compensaciones de guerra precipitó la caída del primer Gobierno provisional en la crisis de abril.
Tsereteli defendió la entrada de los socialistas en el Gobierno arguyendo que así sería más fácil trabajar para lograr la ansiada paz, pero en realidad el gabinete que surgió de la crisis se concentró más en la defensa del país que en la búsqueda de un fin al conflicto. En realidad, la posición de Tsereteli era insostenible por la oposición de los Aliados, reforzados por la entrada de Estados Unidos en la contienda, a firmar una paz con Alemania que no fuese la de los vencedores; la imposición de una paz general solo podía lograrse mediante la ruptura de la alianza con las potencias de la Entente, que el nuevo ministro Mijaíl Teréshchenko descartó desde el comienzo. En todo caso, Rusia trató de reunir una conferencia socialista en Estocolmo para lograr la paz a la vez que el Gobierno convocaba una reunión de los Aliados para tratar el asunto. Gracias a sus cargos en el Sóviet de Petrogrado y en el Consejo de Ministros, Tsereteli fue una figura fundamental en ambas tareas. La oposición de los Aliados a modificar sus fines y el deseo de Tsereteli de lograr la derrota alemana hicieron que la conferencia interaliada no sirviese para avanzar hacia la paz. Opuesto a culpar de la guerra únicamente a Alemania, consideró que el imperialismo de todas las naciones participantes la había causado; no logró con esta opinión el respaldo decidido de los socialistas de la Entente a sus planes de paz. Mientras, Tsereteli trató de preparar al Sóviet para la reanudación de las ofensivas en el frente. La conferencia de Estocolmo finalmente no se celebró por la hostilidad Aliada y la falta de apoyo de los socialistas de los países beligerantes, necesarios para desarrollar el plan de Tsereteli de resucitar la Internacional Socialista, arrebatar el poder a las diversas burguesías nacionales y firmar la paz.
Tsereteli se mostró favorable a preparar una ofensiva militar, convencido erróneamente de que el Ejército se hallaba aún dispuesto para el ataque. Tsereteli se oponía a una paz separada con Alemania, que creía sería desastrosa para Rusia. Durante la conferencia de los sóviets, había logrado aprobar por amplia mayoría una moción que permitía contemplar ofensivas en el frente en lo que consideraba necesaria lucha contra el imperialismo alemán.

### Ministro del Gobierno provisional

#### Correos y Telégrafos

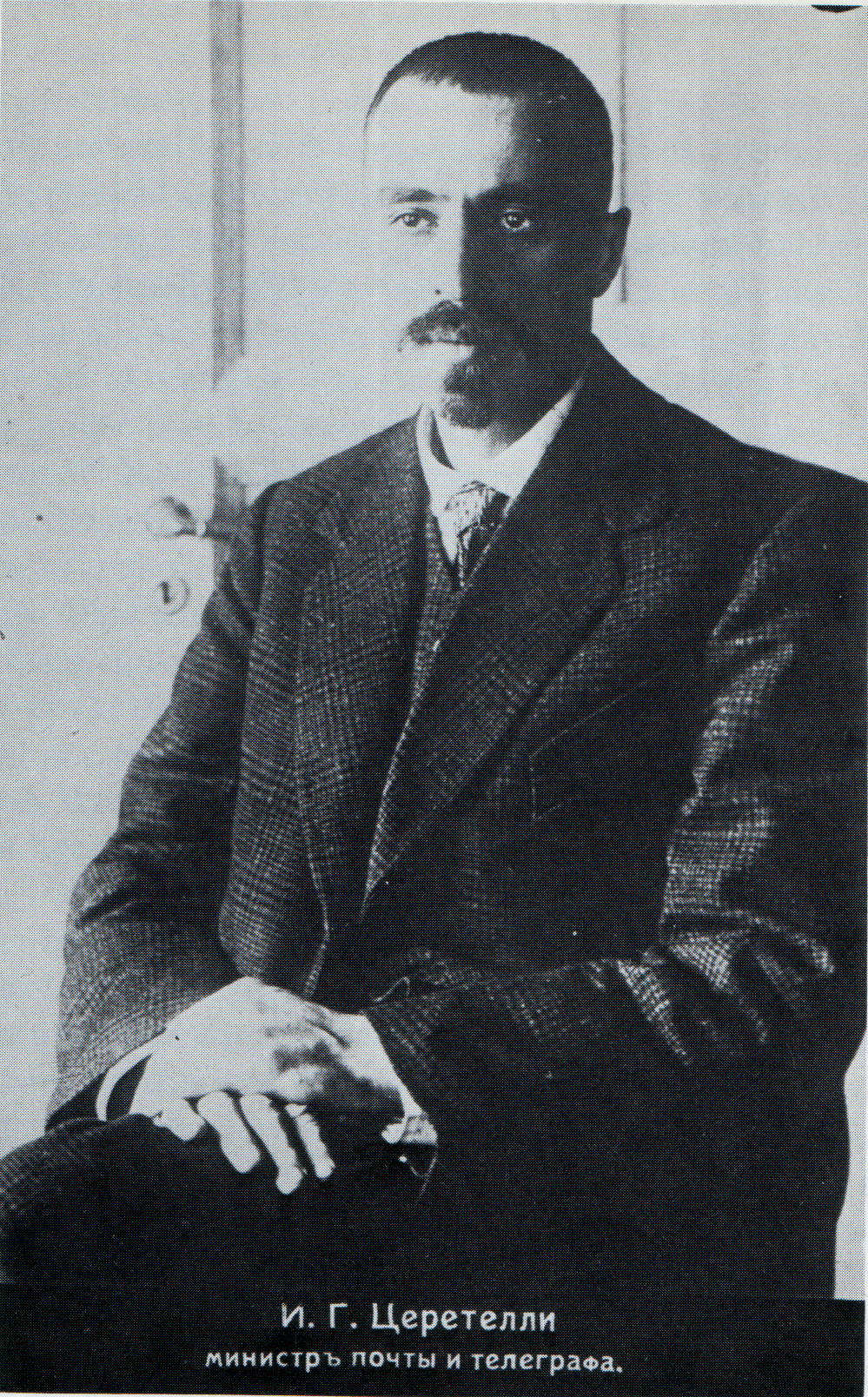
Tsereteli como ministro de Correos y Telégrafos, en una postal de su periodo como miembro del Gobierno.

El 5 de mayojul./ 18 de mayogreg. y tras largos titubeos sobre la conveniencia de la medida, se unió al Gobierno provisional, como ministro de Correos y Telégrafos (mayo-agosto 1917), y del Interior, ya con Kérenski como primer ministro (julio-agosto 1917). Tsereteli aceptó la cartera gubernamental como un sacrificio personal que consideró necesario para evitar la guerra civil tras la Crisis de abril, convencido, sin embargo, de que acabaría con su reputación. Por otro lado, su participación en los asuntos de su ministerio fue mínima y se volvió en realidad un ministro polivalente —Chernov lo describió como el «ministro de asuntos generales»—, principal figura del primer gabinete de coalición y muy ocupado en las tareas del Sóviet, del que era el principal dirigente. Empero, más que el representante del Sóviet en el Gobierno, acabó por ser el representante de este en el Sóviet.
Aunque su papel concreto en las medidas del primer Consejo de Ministros de coalición se desconoce, se sabe por sus memorias que participó en diversos asuntos de política interna: el intento de reorganizar el Ejército, el sometimiento del Sóviet de Kronstadt a la autoridad gubernamental —que logró parcialmente—, cuestiones laborales o campesinas y el debate sobre la fecha en que había de convocarse la asamblea constituyente. Tsereteli trató de moderar las exigencias de obreros y campesinos para mantener el acuerdo de gobierno entre socialistas y liberales.
Pronto, sin embargo, el Gobierno de coalición comenzó a mostrar las desavenencias entre sus miembros con la renuncia del ministro de Comercio e Industria, el liberal Konoválov, por los desacuerdos con su subalterno el menchevique Matvéi Skóbelev, responsable del departamento de Trabajo, dos semanas después de la toma de posesión del gabinete. Las reformas en el campo crearon aún mayores tensiones, que se reflejaron principalmente en la hostilidad entre el primer ministro, príncipe Gueorgui Lvov, y el ministro de Agricultura socialrevolucionario, Chernov. Tsereteli defendió la labor de Chernov ante el primer ministro y, frente a la amenaza de dimisión de Lvov, le advirtió de la intención de los ministros socialistas de sostener a Chernov incluso al precio de perder a Lvov, lo que auguró el fin del primer gabinete de coalición.
El 10 de juniojul./ 23 de juniogreg., trató de rebatir los ataques de Trotski a los preparativos militares del Gobierno y amenazó veladamente a los bolcheviques, que acababan de anular una manifestación a favor de la toma del poder por los sóviets, ya que consideraba que sus actividades favorecían la contrarrevolución. Poco después defendió sin éxito el desarme de las unidades militares que se habían sometido a los bolcheviques. También abogó por la expulsión de los bolcheviques del sóviet y su represión, acusándolos de haber traicionado la revolución y su «orden democrático». Estas medidas, a las que se oponía Fiódor Dan, causaron las primeras desavenencias entre ambos, que hasta entonces habían mantenido una estrecha alianza. Tras las Jornadas de Julio, sí logró aprobar medidas contra los bolcheviques, pero no mejorar el control sobre la guarnición capitalina ni poner fin a la influencia de estos entre las masas.

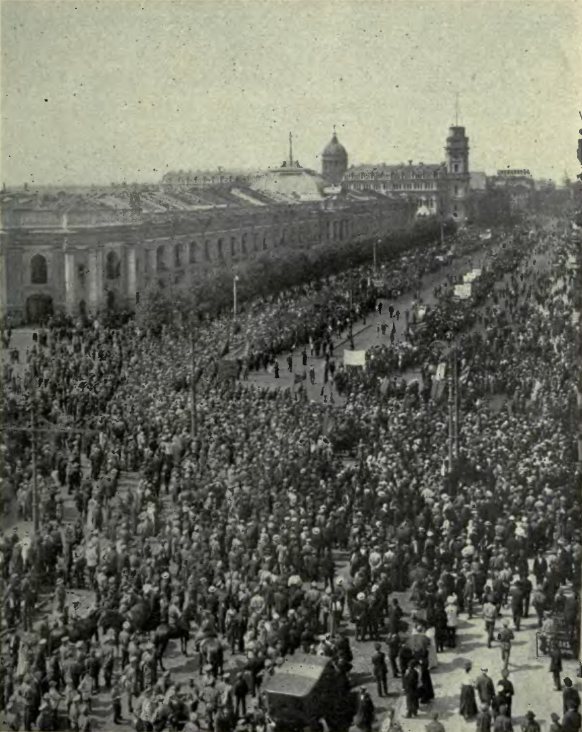
Manifestantes durante las Jornadas de Julio en las que los anarco-comunistas y los bolcheviques trataron de derrocar al Gobierno Provisional Ruso y traspasar el poder a los sóviets. Tsereteli se opuso rotundamente a la demanda.

Preocupado por no debilitar el esfuerzo bélico del país, se negó a contemplar la independencia de ninguna de las comunidades del Imperio ruso, aunque se mostró dispuesto a conceder cierta autonomía a finlandeses y ucranianos, siempre que esto no menoscabase la defensa nacional. El 26 de juniojul./ 9 de juliogreg., marchó junto a Kérenski, Nekrásov y Teréshchenko a Kiev para tratar las exigencias nacionalistas ucranianas con la Rada Central Ucraniana (las negociaciones duraron dos días, del 28 de juniojul./ 11 de juliogreg. y al 30 de juniojul./ 13 de juliogreg.); aunque la delegación logró un acuerdo con los ucranianos, este desencadenó la crisis de gobierno que acabó con el primer gabinete de coalición al oponerse a él los ministros kadetes y dimitir en bloque (15 de julio, a excepción de Nekrásov). Los esfuerzos de Tsereteli por evitar la ruptura con los kadetes resultaron infructuosos.
Al día siguiente, comenzaron las multitudinarias manifestaciones de las Jornadas. Ese día diversos dirigentes socialistas se hallaban reunidos en casa de Tsereteli para tratar la crisis gubernamental y este había propuesto la reunión en dos semanas del comité ejecutivo del Sóviet, de unos trescientos delegados, para tratar el programa y composición del nuevo Gobierno; mientras, el Gobierno saliente debía continuar la gestión y comenzar a aplicar el programa de reformas. Los reunidos y ciertos ministros liberales aprobaron el plan. La propuesta de Tsereteli debía permitirles obtener el tiempo necesario para retomar las conversaciones con los kadetes y evitar la formación un Consejo de Ministros exclusivamente socialista, que los mencheviques rechazaban. Tsereteli marchó entonces a la sede de los sóviets, donde logró la aprobación de su plan por parte de sus comités centrales con la oposición de los mencheviques internacionalistas de Yuli Mártov, los socialrevolucionarios de izquierda y ante la ausencia de los bolcheviques. Tras el plan cancelado de marcha anarco-bolchevique del 10 de juniojul./ 23 de junio de 1917greg. que parecía amenazar el poder el Gobierno Provisional con una próxima toma del poder por la fuerza por parte del partido bolchevique de Lenin, Tsereteli se mostró favorable a tratar de aplastar inmediatamente la amenaza desarmando a la Guardia Roja y a las unidades militares favorables a los bolcheviques, obteniendo el respaldo de algunos dirigentes del Sóviet, mientras otros se oponían firmemente. Tras largo debate, su postura fue derrotada, aprobándose una condena más moderada defendida por Fiódor Dan. El 17 de julio, ya con incidentes sangrientos en las calles de Petrogrado, defendió la reunión de los comités ejecutivos en Moscú y se opuso a las manifestaciones alertando sobre una posible guerra civil entre la capital radical y las provincias, más moderadas. Logró que la mayoría del Sóviet se opusiese a la toma del poder, que consideraba equivocada y conducente a la guerra civil. Opinaba que la formación de un nuevo Gobierno constituido exclusivamente por socialistas como reclamaban los manifestantes era un error y se opondrían a él las provincias, menos radicales que la capital.> Durante las Jornadas de Julio se mostró radicalmente contrario a las manifestaciones organizadas por los anarco-comunistas y por cuadros menores del partido bolchevique, calificándolas de contrarrevolucionarias y contribuyendo a su fracaso.
El 6 de juliojul./ 19 de juliogreg., continuaron las conversaciones de los dirigentes socialistas moderados sobre el nuevo Gobierno y se decidió que se comenzase la revisión de los tratados con los Aliados, la aplicación de las medidas reformistas en la agricultura cuanto antes, la disolución de la Duma y la proclamación de una república. A pesar de que Tsereteli deseaba que Georgi Lvov siguiese originalmente al frente del Consejo de Ministros, su oposición a las medidas aprobadas por los socialistas llevó a su dimisión y a la formación de un Gobierno presidido por Kérenski.

#### Interior
Tsereteli aceptó la formación del nuevo gabinete provisional con el socialrevolucionario Kérenski al frente. Fue nombrado ministro de Interior en este nuevo gabinete formado el 7 de juliojul./ 20 de juliogreg. sin kadetes, que de inmediato tuvo que enfrentarse con una crisis militar por el avance alemán en Ternópil. Con el apoyo de los comités ejecutivos de los sóviets, Tsereteli comenzó a aplicar medidas represivas para acabar con lo que consideraba amenazas contrarrevolucionarias y anarquistas a la revolución: ante la ausencia de Kérenski, que se hallaba en el frente, dirigió en la práctica el Gobierno hasta su dimisión dos semanas más tarde; ordenó una investigación sobre las Jornadas, el arresto y juicio de los involucrados, la prohibición de manifestaciones y la supresión de las llamadas a la insurrección o a la violencia Trató además de retomar el control de las provincias y ordenó a los delegados del Gobierno que impidiesen la toma de tierras por parte de los campesinos. El 12 de juliojul./ 25 de julio de 1917greg., en una medida que condenó el Sóviet de Petrogrado, el Gobierno interino restauró la pena de muerte en las fuerzas armadas, con el apoyo de Tsereteli, uno de los pocos miembros que la defendió en la sesión que trató el asunto en el consejo. Logró el apoyo, no obstante, del partido menchevique, a pesar de la oposición del menchevique internacionalista Mártov. El mismo día aprobó una ley que prohibía la compraventa de tierras, medida tomada para tratar de evitar la especulación con terrenos y proteger los intereses de los campesinos hasta la convocatoria de la Asamblea constituyente; la medida, una de las pocas sobre el problema agrario, disgustó a los kadetes.
A pesar de las exigencias de los kadetes de que el nuevo Gobierno no respondiese ante el Sóviet, Tsereteli siguió defendiendo la continuidad de los gabinetes de coalición entre socialistas y burgueses. Se formó en efecto un nuevo gabinete con la condición exigida por los liberales el 24 de juliojul./ 6 de agostogreg. tras una última reunión entre las partes forzadas por la amenaza de dimisión de Kérenski. Tsereteli, aún contrario a un Gobierno exclusivamente socialista, apoyó la formación de la nueva coalición pero, deseoso de seguir manteniendo sus actividades en el Sóviet de Petrogrado, renunció a su ministerio. El nuevo gabinete, con solo cinco ministros socialistas de un total de quince, era hasta la fecha el menos dispuesto a aplicar reformas sociales o políticas, que Tsereteli estaba dispuesto a sacrificar para asegurar la pervivencia de la cooperación con la burguesía. Cansado de la política gubernamental y enfermo, Tsereteli abandonó el ejecutivo para concentrarse en su labor en el Sóviet de Petrogrado. Desde este, siguió apoyando al nuevo Consejo de Ministros, aunque su influencia política menguó desde entonces. En su discurso en defensa del nuevo Consejo de Ministros, advirtió al Sóviet de la necesidad de que dejase de «entrometerse» en las labores de Gobierno, incluso si estas tenían que ver con reformas sociales o medidas represivas.

### Fuera del Gobierno: la Conferencia Estatal de Moscú
Participó en la Conferencia Estatal de Moscú de finales de agosto, en la que se opuso a las críticas de los conservadores a los sóviets y a las exigencias del nuevo comandante en jefe del Ejército ruso, Lavr Kornílov, para restaurar el orden en las fuerzas armadas, que creía llevarían al fin de la democracia. En un apasionado discurso final, defendió la unidad del país, los ideales democráticos y solicitó el apoyo al Gobierno de coalición para lograr la salvación de la nación. En el congreso del partido celebrado los primeros días de septiembre, volvió a defender, nuevamente con éxito, la necesidad de mantener la cooperación entre el Sóviet y el Gobierno provisional, entre socialistas y liberales, a pesar de reconocer el debilitamiento del Sóviet y del partido entre trabajadores y soldados; Mártov, que se oponía a la continuación de la coalición, fue derrotado en las votaciones de las mociones.

### El golpe de Kornílov, el Preparlamento y la Revolución de Octubre

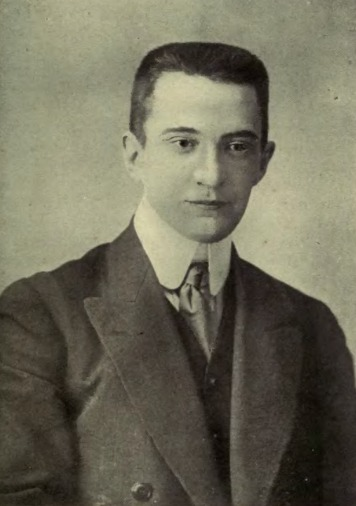
Aleksandr Kérenski, que presidió los últimos Gobiernos de coalición entre socialistas moderados y liberales. El último gabinete, formado tras el golpe de Kornílov que indispuso a gran parte de los socialistas con los liberales, fue creación en gran parte de Tsereteli.

El mismo mes encabezó una de las delegaciones en defensa de la revolución que detuvo a una de las columnas contrarrevolucionarias que avanzaban sobre la capital por orden de Lavr Kornílov; convenció a los soldados de que estaban siendo utilizados contra la revolución y contribuyó decisivamente al fracaso del golpe de Estado militar. El 9 de septiembrejul./ 22 de septiembregreg., su grupo perdió el control del Sóviet de Petrogrado y transfirió sus actividades al Comité Ejecutivo Central Panruso, elegido en el Primer Congreso Panruso de los Sóviets celebrado a comienzos de verano y que nuevamente controló dese la presidencia del organismo. El Sóviet de la capital quedó bajo control bolchevique, con León Trotski en la presidencia desde el 25 de septiembrejul./ 8 de octubregreg..
En la «conferencia democrática» de septiembre, controló la presidencia de la misma junto con los socialrevolucionarios, a pesar de no contar ya con el respaldo mayoritario de su partido, que abogaba por la formación de un Gobierno exclusivamente socialista. Tras la votaciones, en las que se aprobó la continuación de la coalición con los liberales pero no con los kadetes —situación imposible en la práctica—, logró que la presidencia de la conferencia y algunas destacadas figuras de la misma quedasen encargadas de resolver la situación y prometió que el nuevo Gobierno sería responsable ante el Preparlamento surgido de la conferencia. Inmediatamente, comenzó las conversaciones con Kérenski. Tras el golpe, Tsereteli había seguido sosteniendo la necesidad de mantener los Gobiernos de coalición entre los partidos burgueses y los socialistas, lo que se logró gracias a las concesiones hacia los primeros en la composición del Preparlamento que se reunió por primera vez a finales de septiembre, creándose el tercer Gobierno de coalición con Kérenski a la cabeza el 25 de septiembrejul./ 8 de octubre de 1917greg.. Tsereteli logró el respaldo a la nueva coalición de la conferencia tras varias votaciones contradictorias con grandes críticas de los delegados bolcheviques, que lo acusaron de tergiversar el sentido de las anteriores votaciones, contrarias a nuevos acuerdos con los kadetes. A pesar del deseo de Tsereteli de que el nuevo Preparlamento —oficialmente, Consejo Provisional de la República— controlase la acción de Gobierno, los liberales se negaron a que fuese así y Tsereteli hubo de ceder; logró la aquiescencia de la mayoría del Preparlamento. Hasta mediados de octubre, trabajó en el estatuto del Preparlamento. Tras fijar el Gobierno la apertura del mismo para el 5 de octubrejul./ 18 de octubre de 1917greg., Tsereteli marchó a Georgia para ver a su familia, a la que no visitaba desde hacía más de diez años, agotado además físicamente.
En los días anteriores a la toma del poder por los bolcheviques encabezados por Lenin, su influencia y la de Nikolái Chjeidze decayeron tanto que fueron rechazados como candidatos mencheviques por importantes distritos electorales de la capital y la región capitalina y ni siquiera fueron aceptados en Georgia; tuvieron que conformarse con presentarse a las elecciones de la Asamblea constituyente en distritos rurales y militares. Para entonces el partido se hallaba en decadencia y las fracciones internas cada vez más desunidas.
En octubre se hallaba en Georgia convaleciente y Fiódor Dan y otros dirigentes mencheviques se aliaron con la facción internacionalista de Yuli Mártov para cambiar el comité central del partido, que entonces quedó dividido entre una mayoría internacionalista (opuesta a la continuación de la guerra) y una minoría defensista. La aparente amplia mayoría defensista desapareció. Regresó a la capital después del golpe de Estado, y defendió el papel de la próxima Asamblea constituyente como el único órgano legítimo para decidir la forma de gobierno del país. No supo, sin embargo, proponer alternativas viables al Gobierno de Lenin (Sovnarkom) y temió aún el triunfo de la contrarrevolución. Se mostró contrario a la formación de un Gobierno rival e insistió en ver en la Asamblea constituyente el nexo para unir a los socialistas, incluidos los bolcheviques más moderados, en un futuro gabinete.
El 18 de diciembrejul./ 31 de diciembregreg., el responsable de la Cheka, Félix Dzerzhinski, ordenó su arresto, lo que produjo la encendida protesta de Máximo Gorki en su diario Nóvaia Zhizn.

### La Asamblea constituyente y la marcha a Georgia
Estuvo presente en la única sesión de la Asamblea Constituyente Rusa, uno de los pocos miembros de la pequeña delegación menchevique a la misma que acudió a la capital, mientras que la mayoría, formada por diputados georgianos, permaneció en el Cáucaso y no viajó a Petrogrado. Uno de los escasos representantes del defensismo presentes en la sesión, su intervención enfureció a la izquierda de la asamblea. Atacó duramente al Gobierno soviético (Sovnarkom), a diferencia de los diputados que le habían precedido en la tribuna, que habían tratado de no provocar a los bolcheviques. Hábil orador, ignoró los continuos abucheos y críticas y defendió con firmeza un nuevo Gobierno basado en la Asamblea que, a diferencia, de su anterior postura, excluyese a la burguesía. Sus propuestas descartaban el gobierno de los sóviets, que debían quedar como órganos consultivos de la clase trabajadora, mientras el poder pasaba a la Asamblea. Su intervención fue de las más valoradas, incluso por sus adversarios, y se ganó el respeto de Lenin que, pocos días después, tras el asesinato de los antiguos ministros kadetes Kokoshkin y Shingariov, le aconsejó regresar a Georgia por seguridad.
Tsereteli pasó a la clandestinidad una vez disuelta la Asamblea por el Sovnarkom, temiendo ser arrestado, y pocos días después marchó a Georgia en un tren hospital del Ejército.

## Etapa georgiana y exilio
En Georgia, Tsereteli siguió considerando los asuntos de Transcaucasia ligados inexorablemente a los rusos, auguró el fin de los sóviets bajo el nuevo Gobierno de Lenin y se mostró convencido de que el proletariado restauraría el gobierno democrático de la Asamblea constituyente. A pesar del avance militar otomano, se negó a contemplar la proclamación de la independencia de Transcaucasia y consideró el enfrentamiento no en términos nacionalistas, sino como el choque de la democracia rusa y la autocracia otomana; la alianza rusa le seguía pareciendo fundamental para la defensa de la región. Finalmente, ante el continuo avance otomano y la falta de apoyo Aliado, proclamó la independencia de la República Democrática de Georgia el 25 de mayo de 1918. No desempeñó en esta un papel principal, contrario como era al nacionalismo georgiano y a la independencia del país, aunque obtuvo un escaño en la Asamblea Constituyente y representó a su país en la Conferencia de Paz de París —a la que llegó en febrero de 1919— y ante la Segunda Internacional socialista. Tsereteli desempeñó diversos cometidos diplomáticos para el nuevo Estado. Sus actividades ante la Internacional le eran más sencillas de desempeñar que las de representación ante otras naciones. En la conferencia de la Segunda Internacional en Lucerna en el verano de 1919 y volvió a reunirse con Axelrod, con el que estableció una estrecha amistad que duró hasta la muerte de este en 1928. En enero de 1920, participó como representante de Georgia y Azerbaiyán en las reuniones del Gobierno británico en las que se sopesó la posibilidad de que este prestase su ayuda a las repúblicas caucásicas ante un posible ataque soviético.

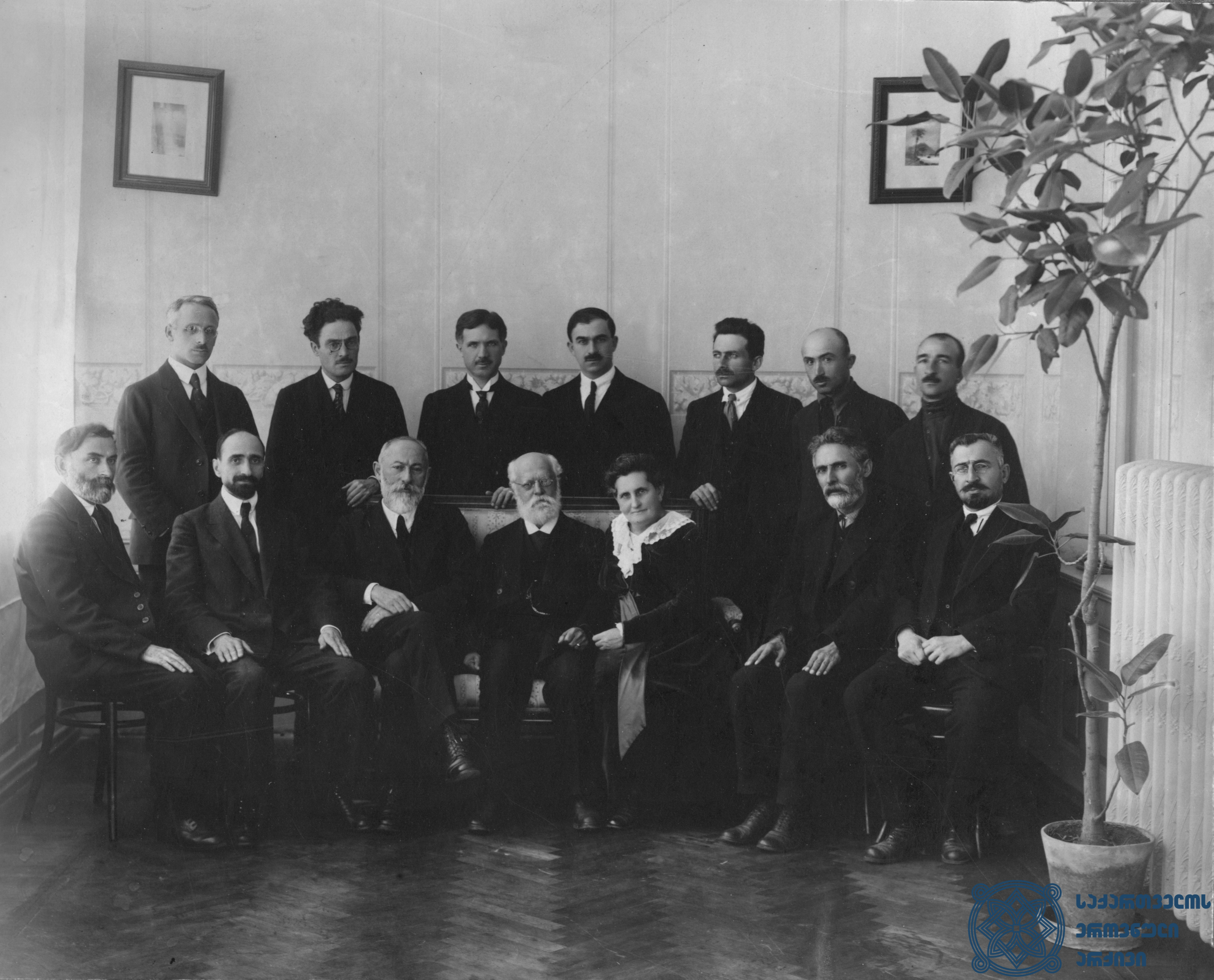
Delegación de la Internacional Socialista junto con políticos georgianos en la visita a Georgia en el otoño de 1920. La visita se realizó gracias a los esfuerzos de Tsereteli que, sin embargo, no pudo viajar al país por encontrarse enfermo.

Desde el verano de 1920 comenzó un periodo de unos diez años en los que representó al partido socialdemócrata georgiano en la Segunda Internacional. A pesar de su prestigio, su influencia en el partido fue decayendo y a finales de la década se negó a seguir representándolo por el creciente nacionalismo de sus dirigentes. Tras regresar brevemente a Georgia en la primavera de 1920 para informar de sus actividades diplomáticas, en julio se hallaba de nuevo en Francia, donde comenzó una campaña de propaganda a favor de su país. Participó en el X Congreso de la Segunda Internacional en Ginebra. Gracias a sus esfuerzos, una delegación de esta viajó a Georgia en el otoño, pero él permaneció en Francia, enfermo. Después de la invasión del Ejército Rojo de Georgia a principios de 1921, Tsereteli permaneció en la oposición y emigró en 1923 a París. La noticia de la invasión lo deprimió profundamente. En 1922 participó en la fracasada conferencia de unificación de las tres internacionales socialistas. En 1923 y 1924 retomó la escritura de sus memorias y en mayo de 1923 asistió al congreso que unió la Segunda Internacional y la «Segunda internacional y media». En esta época vivía frugalmente, se adaptaba con dificultad al exilio y las crecientes diferencias con el partido le incomodaban.
Tsereteli se mantuvo internacionalista convencido, evitando la evolución hacia el nacionalismo que realizaron muchos de sus colegas mencheviques georgianos. En 1924, se opuso al levantamiento en Georgia que, tras un efímero éxito inicial, fue sofocado cruentamente por los soviéticos. Se opuso tanto a los liberales nacionalistas como Zurab Avalishvili como a los socialdemócratas de Noe Zhordania. Todos ellos escribieron ampliamente sobre la política de Georgia en el exilio. Tsereteli aceptaba, en principio, la lucha por la independencia de Georgia, pero rechazaba la opinión de Zhordania y otros emigrados georgianos que la dominación bolchevique fuese idéntica a la dominación rusa. Además, insistió en necesidad de una estrecha cooperación entre los socialistas de Rusia y de Georgia contra los bolcheviques, y no estuvo de acuerdo en colaborar con los nacionalistas georgianos. Esto llevó al aislamiento de Tsereteli entre los georgianos emigrados y a su retiro paulatino de la política. En 1929, aislado de sus antiguos compañeros mencheviques, abandonó del todo su participación en política. Tras su abandono de esta, retomó sus estudios de derecho y, tras terminarlos en 1932, comenzó a ejercer humildemente la abogacía. Con una vida anodina el resto de la década, participó en 1938 en la venta de los archivos de Axelrod al Instituto Internacional de Historia Social.
Residió en París hasta 1945, cuando se trasladó a Estados Unidos, donde se instaló definitivamente tres años más tarde y continuó escribiendo sus memorias; murió en Nueva York en 1959.